# Объём торгов
Объём торгов на фондовом и срочном рынке рассчитывается как суммарное число акций или контрактов (лотов), сменивших владельца за торговый период.
Крупный объем торгов указывает на высокий интерес у участников рынка к данному финансовому инструменту. Чем выше оборот, тем выше ликвидность данного биржевого товара.

## Объем торгов и цена
Торговая сделка — это покупка определенного количества акций или контрактов у продавца по определенной цене.
Если объём заявок покупателей был выше, чем объём предложения продавцов — происходит дисбаланс спроса и предложения, что провоцирует рост цены.
Снижение цены происходит при большем объёме предложения относительно объёма спроса торговцев.

## Применение
Профессиональные трейдеры и аналитики финансового рынка учитывают данные объёма торгов, как один из приоритетных индикаторов.
Если объём торгов падает — соответственно степень дисбаланса ликвидности слабая, а значит колебание цены будет незначительным, тренд (рост или падение цены) на завершающей стадии, интерес к такой акции или же контракту низкий.
Если объём торгов увеличивается — это говорит о том, что к данному активу интерес высокий. Крупные сделки участников могут приводить к дисбалансу спроса и предложения.